# Alp (Fluss)
Die Alp ist ein Innerschweizer Voralpenfluss mit einer Länge von wenig mehr als 19 Kilometern. Sie ist ein linker und südlicher Zufluss der Sihl.

## Name
Die Alp wird erstmals 1095 als Alba schriftlich erwähnt. Der Name leitet sich wahrscheinlich vom keltischen Wort «*Albā» für ‹Weißwasser› ab.

## Geographie

### Verlauf
Von ihrer Quelle östlich der Mythen verläuft die Alp in nördliche Richtung.
Sie fliesst von Brunni SZ in einem meist kanalisiertem Flussbett. Die Alp windet sich unterhalb von Einsiedeln in einem tief eingeschnittenen Graben durch einen Hügelzug bis zur Mündung in die Sihl.
Der etwa 19,3 km lange Lauf der Alp endet ungefähr 776 Höhenmeter unterhalb ihrer Quelle, sie hat somit ein mittleres Sohlgefälle von circa 40 ‰.

### Einzugsgebiet
Das 283,38 km² grosse Einzugsgebiet der Alp liegt in den Schwyzer Alpen und wird durch sie über die Sihl, die Limmat, die Aare und den Rhein zur Nordsee entwässert.
Es besteht zu 47,7 % aus bestockter Fläche, zu 42,4 % aus Landwirtschaftsfläche, zu 5,8 % aus Siedlungsfläche und zu 4,1 % aus unproduktiven Flächen.
Die Flächenverteilung
Die mittlere Höhe des Einzugsgebietes beträgt 1083,5 m ü. M., die minimale Höhe liegt bei 797 m ü. M. und die maximale Höhe bei 1855 m ü. M.

### Zuflüsse
- Erlentobel(bach) (rechts), 2,2 km, 0,74 km²
- Gspaabach (links), 2,1 km, 3,56 km², 0,14 m³/s
- Lümpenenbach (links), 2,2 km
- Teuftobel(bach) (rechts), 2,3 km, 0,98 km²
- Fryfangtobel(bach) (links), 1,9 km, 1,31 km²
- Ettertoben(bach) (rechts), 1,8 km, 1,06 km²
- Malosenbach (links), 1,4 km
- Butzibach (rechts), 2,4 km, 1,95 km²
- Vogelwaldbach (Nüheimbach) (links), 2,3 km, 1,64 km²
- Gämschtobel(bach) (rechts), 1,6 km
- Pfauentobelbach (links), 2,2 km, 0,96 km²
- Eigenbach (links), 2,2 km, 0,6 km²
- Stofelruus (rechts), 1,2 km
- Hürlisbach (links), 2,8 km, 2,34 km²
- Bollerenbach (rechts), 1,3 km
- Aubach (links), 3,1 km, 2,6 km²
- Dorfbach (Wänibach) (rechts), 1,8 km, 2,8 km²
- Rotenbach (links), 2,7 km, 4,36 km², 0,13 m³/s
- Burgerenbach (links), 1,3 km, 0,83 km²
- Biber (links), 14,5 km, 32,03 km², 1,00 m³/s
- Chlimsenbächli (links), 1,4 km
- Schwantenaubach (rechts), 2,4 km

## Hydrologie
Bei der Mündung der Alp in die Sihl beträgt ihre modellierte mittlere Abflussmenge (MQ) 2,73 m³/s. Ihr Abflussregimetyp ist nivo-pluvial préalpin und ihre Abflussvariabilität beträgt 20.